# Wirtgen Group
Wirtgen Group è un'azienda tedesca operante a livello internazionale nel settore edile. Il core business dell'azienda è lo sviluppo e la produzione di macchine per la costruzione e la manutenzione stradale.
Il gruppo impiega circa 9.000 persone in tutto il mondo e il suo fatturato annuo è di circa 3 miliardi di euro. Dispone inoltre di stabilimenti di produzione locali in Brasile, Cina e India, 55 uffici di distribuzione e assistenza e oltre 150 rivenditori autorizzati in tutto il mondo.

## Storia

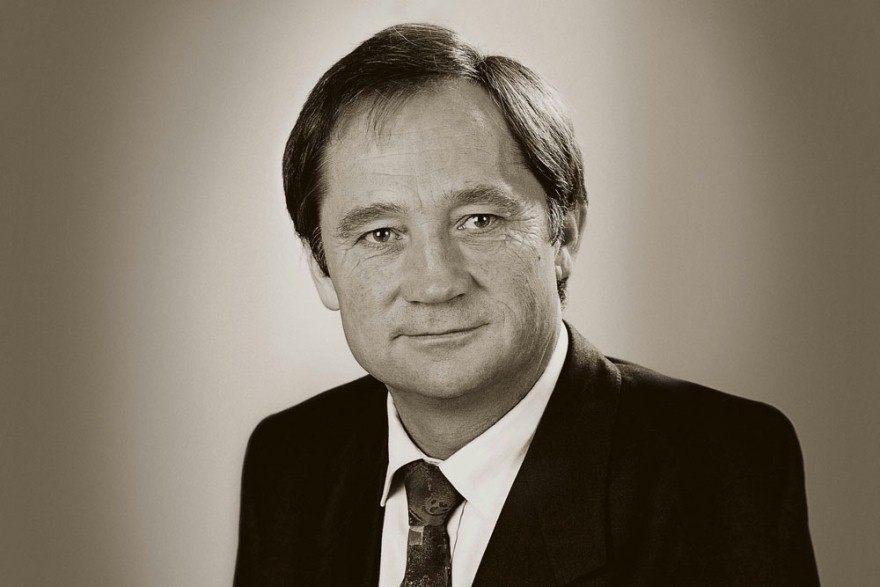
Reinhard Wirtgen

Nel novembre 1961 Reinhard Wirtgen fondò una piccola impresa appaltatrice a Windhagen, in Germania, iniziando con piccoli lavori di trasporto e successivamente specializzandosi in macchine edili stradali con demolitori per calcestruzzo. Alla fine Wirtgen ha ampliato la sua flotta a 100 fresatrici e 150 lavoratori operanti in tutta la Germania. Alla fine degli anni '70 Reinhard Wirtgen ha ampliato la gamma di prodotti dalla fresatura a caldo alle fresatrici a freddo, il che ha notevolmente aumentato l'efficienza economica del processo di fresatura. Lo sviluppo internazionale dell'azienda iniziò quando Reinhard Wirtgen fondò le prime filiali al di fuori della Germania.
Reinhard Wirtgen ha ampliato il suo portafoglio prodotti nello stabilimento di produzione a quattro divisioni di prodotto. Nel 1981, Wirtgen ha costruito i primi surface miner per operazioni di mining e routing a cielo aperto nell'hard rock. Dal 1987 Wirtgen ha introdotto il riciclaggio a freddo come metodo economico di risanamento stradale. Due anni dopo, ha incorporato la divisione finitrici a casseforme scorrevoli nella sua azienda per offrire soluzioni per la costruzione di strade in cemento e profili in calcestruzzo gettato in opera.
Jürgen Wirtgen e Stefan Wirtgen hanno assunto la direzione dell'azienda nel 1997. L'espansione del gruppo aziendale è iniziata con l'integrazione del produttore di finitrici stradali Vögele. Hamm, un produttore di rulli, è stato integrato nel Wirtgen Group nel 1999. Gli elevati investimenti nei tre stabilimenti di produzione hanno portato all'espansione delle capacità produttive e dell'efficienza, nonché a una forte presenza del gruppo aziendale su scala globale.
Nel 2006 Wirtgen Group ha consolidato due linee di business: "Road Technologies" e "Mineral Technologies". La seconda linea è stata costituita con l'incorporazione di Kleemann, un produttore tedesco di impianti di lavorazione mobili e fissi.
Nel 2014 è stato integrato nell'azienda anche il produttore di impianti di betonaggio Benninghoven.
Nel 2017, Wirtgen Group è stata acquisita da John Deere per 5,2 miliardi di dollari.

## Prodotti

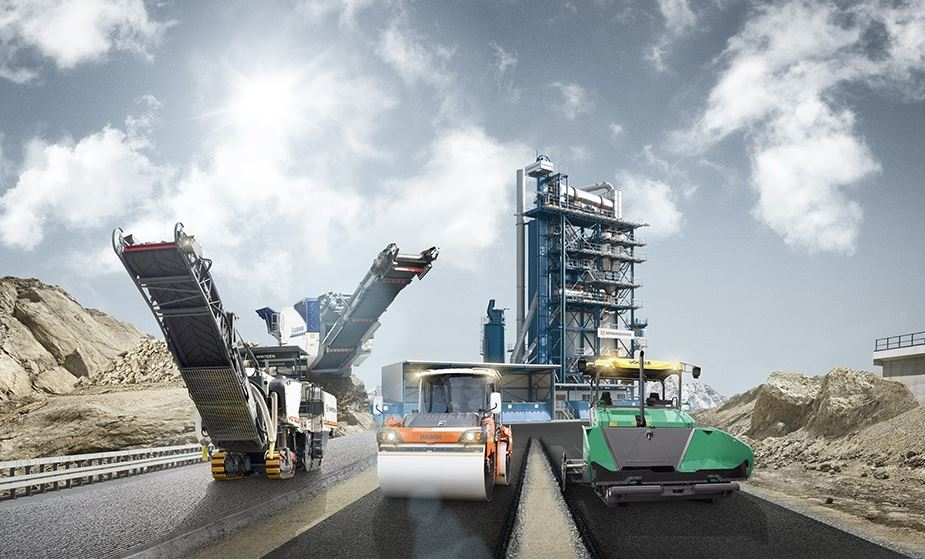
Marchi del Gruppo Wirtgen

### Benninghoven GmbH & Co. KG
Benninghoven GmbH & Co. KG, con sede a Wengerohr nella Renania-Palatinato, è uno dei maggiori produttori tedeschi di impianti di miscelazione dell'asfalto e impianti di riciclaggio.

### Hamm AG
Hamm AG, con sede a Tirschenreuth in Baviera, è specializzata nella tecnologia di compattazione. L'azienda produce rulli stradali e movimento terra.

### Joseph Vögele AG
Joseph Vögele AG, con sede a Ludwigshafen am Rhein in Renania-Palatinato, è il leader mondiale del mercato delle finitrici stradali.

### Kleemann GmbH
Kleemann GmbH, con sede a Göppingen nel Baden-Württemberg, produce impianti mobili di frantumazione e vagliatura.

### Wirtgen GmbH
Wirtgen GmbH, con sede a Windhagen nella Renania-Palatinato, è l'azienda più giovane e più grande del gruppo in termini di data di fondazione. L'azienda si è specializzata nella produzione in serie di fresatrici a freddo e riciclatrici a freddo. Inoltre, i surface miner sono prodotti per l'estrazione a cielo aperto.

## Produzione

### Ciber
Ciber Equipamentos Rodoviários è lo stabilimento di produzione locale del Gruppo Wirtgen per l'America Latina e completa l'ampia gamma di prodotti con il proprio marchio. La sede del marchio si trova nello stato meridionale del Rio Grande do Sul in Brasile, nella città di Porto Alegre. CIBER produce impianti e finitrici per conglomerati bituminosi a caldo su cinque linee di produzione. Produce anche un modello della linea di fresatrici a freddo WIRTGEN e un rullo HAMM, ciascuno dei quali è adattato alle esigenze del mercato locale.

### Wirtgen China
Viene stabilito lo stabilimento di produzione locale per la Cina a Langfang, vicino a Pechino. La gamma di produzione comprende modelli selezionati di fresatrici a freddo WIRTGEN, finitrici stradali VÖGELE e rulli HAMM. Circa 380 dipendenti lavorano in un'area di 200.000 m2.

### Wirtgen India
La sede di Wirtgen India si trova vicino al centro industriale di Pune, nell'India nordoccidentale. Su un'area di 129.100 m2, 270 dipendenti producono compattatori e sistemi di vagliatura Hamm di Kleemann.